# Acuamanala de Miguel Hidalgo
Acuamanala de Miguel Hidalgo es una localidad del estado mexicano de Tlaxcala. Es cabecera del municipio de Acuamanala de Miguel Hidalgo.

## Demografía
| Censo | Población |
| ----- | --------- |
| 1900  | 1335      |
| 1910  | 1485      |
| 1921  | 526       |
| 1930  | 1952      |
| 1940  | 516       |
| 1950  | 371       |
| 1960  | 503       |
| 1970  | 612       |
| 1980  | 805       |
| 1990  | 2016      |
| 1995  | 2600      |
| 2000  | 2614      |
| 2005  | 1552      |
| 2010  | 1825      |
| 2020  | 1911      |